# Opis
Opis (en accadi Upî o Upija, en grec antic Ὦπις) va ser una ciutat de Mesopotàmia (Babilònia) esmentada per Heròdot que diu que era a la vora del Tigris. Xenofont diu que estava situat a la riba d'un afluent, el Physcos (modern Adhem). Flavi Arrià diu que Alexandre el Gran s'hi va embarcar per navegar pel Tigris quan tornava de l'est, i va destruir un obstacle posat al riu per impedir-li el pas. La seva situació exacta es desconeix, però pels textos conservats havia d'estar situada a la vora de la confluència entre el Tigris i el Diyala.
Opis es menciona per primera vegada al començament del segon mil·lenni aC. Més tard, cap al segle segle xiv aC era la capital d'una regió de Babilònia. Els babilonis, en algun moment que no es coneix, van excavar l'anomenat Canal reial que unia l'Eufrates amb el Tigris, i finalitzava prop de la ciutat d'Opis. El rei Nabucodonosor II va edificar una muralla entre els dos rius per protegir Babilònia d'una invasió dels medes. La fortificació finalitzava prop d'Opis. Se sap també que la ciutat estava situada a la via que unia Susa, la capital d'Elam, amb Assíria.
L'any 539 aC, el rei de Babilònia Nabònides va situar-se amb el seu exèrcit prop d'Opis per fer front a Cir II el Gran, rei de Pèrsia, que envaïa el seu país. Va ser vençut pels perses i els babilonis es van revoltar contra el seu rei. Cir es va instal·lar al tron de Babilònia.
L'any 324 aC els soldats d'Alexandre el Gran es van revoltar a Opis al considerar que eren menyspreats perquè Alexandre semblava que havia donat els mateixos drets que tenien ells als perses. Per acabar amb el motí, Alexandre va organitzar un casament multitudinari entre macedonis i perses. Ell es va casar amb Barsina, filla de Darios III, i va celebrar milers de casaments entre els seus soldats i les dones perses.
El rei Seleuc I Nicàtor, successor d'Alexandre, va construir la ciutat de Selèucia a la banda oposada del riu on hi havia Opis, que es va convertir en un suburbi de Selèucia. Tàcit diu que al segle primer, pobladors grecs i els nadius conservaven institucions pròpies. Els parts, que s'havien apoderat del país al segle ii aC, no tenien influència.
Sobre aquesta ciutat o a la rodalia els parts van construir la ciutat de Ctesifont.